# NEUTRAL (杏里のアルバム)
『NEUTRAL』（ニュートラル）は杏里の15枚目のオリジナル・アルバム。1991年6月1日発売。発売元はフォーライフ・レコード。

## 解説
オリコンチャート1位を獲得した『MIND CRUSIN'』から1年ぶりの新作。先行シングル「Sweet Emotion」のリミックス・ヴァージョン、本作発売後にリカットされた「Back to the BASIC」、「嘘ならやさしく」の3曲を含む全11曲。売上はミリオン出荷を達成。
レコーディング時に湾岸戦争が勃発した影響で、アメリカへの渡航が困難となり、ロサンゼルスからミュージシャンを日本に招いてのレコーディングとなった。
「Voice of my heart」は、アース・ウィンド・アンド・ファイアーのメンバー、フィリップ・ベイリーとのデュエット。『16th Summer Breeze』ではピーボ・ブライソンをパートナーに新たに再録している。

## 収録曲
| 全作詞: 吉元由美（except #1 作詞：ANRI、#5 作詞：Linda Henrick）、全作曲: ANRI、全編曲: 小倉泰治。 |                                  |                                                             |            |      |
| #                                                                                                  | タイトル                         | 作詞                                                        | 作曲・編曲 | 時間 |
| 1.                                                                                                 | 「Back to the BASIC」            | 吉元由美 （except #1 作詞：ANRI、#5 作詞： Linda Henrick ） | ANRI       | 6:47 |
| 2.                                                                                                 | 「プライベート Sold out」        | 吉元由美 （except #1 作詞：ANRI、#5 作詞： Linda Henrick ） | ANRI       | 5:48 |
| 3.                                                                                                 | 「イヤリング〜tears of two〜」   | 吉元由美 （except #1 作詞：ANRI、#5 作詞： Linda Henrick ） | ANRI       | 5:24 |
| 4.                                                                                                 | 「Rap Up Africa」                | 吉元由美 （except #1 作詞：ANRI、#5 作詞： Linda Henrick ） | ANRI       | 4:31 |
| 5.                                                                                                 | 「Voice of my heart」            | 吉元由美 （except #1 作詞：ANRI、#5 作詞： Linda Henrick ） | ANRI       | 5:08 |
| 6.                                                                                                 | 「Oasis」                        | 吉元由美 （except #1 作詞：ANRI、#5 作詞： Linda Henrick ） | ANRI       | 5:29 |
| 7.                                                                                                 | 「Sweet Emotion[Remix Version]」 | 吉元由美 （except #1 作詞：ANRI、#5 作詞： Linda Henrick ） | ANRI       | 6:10 |
| 8.                                                                                                 | 「9月のHometownから」            | 吉元由美 （except #1 作詞：ANRI、#5 作詞： Linda Henrick ） | ANRI       | 5:18 |
| 9.                                                                                                 | 「愛はCommunication」            | 吉元由美 （except #1 作詞：ANRI、#5 作詞： Linda Henrick ） | ANRI       | 4:40 |
| 10.                                                                                                | 「St. Imagination」              | 吉元由美 （except #1 作詞：ANRI、#5 作詞： Linda Henrick ） | ANRI       | 8:02 |
| 11.                                                                                                | 「嘘ならやさしく」               | 吉元由美 （except #1 作詞：ANRI、#5 作詞： Linda Henrick ） | ANRI       | 5:32 |
| 合計時間:                                                                                          | 合計時間:                        | 62:49                                                       |            |      |